# 襄公 (燕)
襄公（じょうこう、生年不詳 - 紀元前618年）は、春秋時代の燕の君主。荘公の子で、荘公の後を受けて燕国の君主となった。在位40年。